# エリック・ベーガー
エリック・ウェズリー・ベーガー（Eric Wesley Berger, 1986年4月22日 - ）はアメリカ合衆国カリフォルニア州ローズビル出身の元プロ野球選手（投手）。左投左打。

## 経歴
2007年のMLBドラフトでオークランド・アスレチックスから9巡目（全体300位）で指名されたが、入団しなかった。
2008年のMLBドラフトでクリーブランド・インディアンスからドラフト8巡目（全体261位）で指名され入団。
2012年に、第3回WBC予選のイスラエル代表に選出された。
2013年4月15日にヒューストン・アストロズへ交換トレードで移籍した。この年はAAA級オクラホマシティ・レッドホークスで44試合に登板し、6勝3敗1セーブ10ホールド、防御率3.06と好成績を残したが、メジャー昇格の機会はなかった。
2014年3月28日にオークランド・アスレチックスに移籍したが、AAA級サクラメント・リバーキャッツで3試合に登板後の4月9日に自由契約となった。4月30日にアトランタ・ブレーブスと契約したが、AA級ミシシッピ・ブレーブスで防御率8点台に終わり、8月2日に自由契約となった。
2015年2月6日にメキシカンリーグのモンクローバ・スティーラーズと契約。8月30日に自由契約となった。この年のオフにベネズエラとドミニカのウィンターリーグに参加したのを最後に現役を引退した。